# خربشة

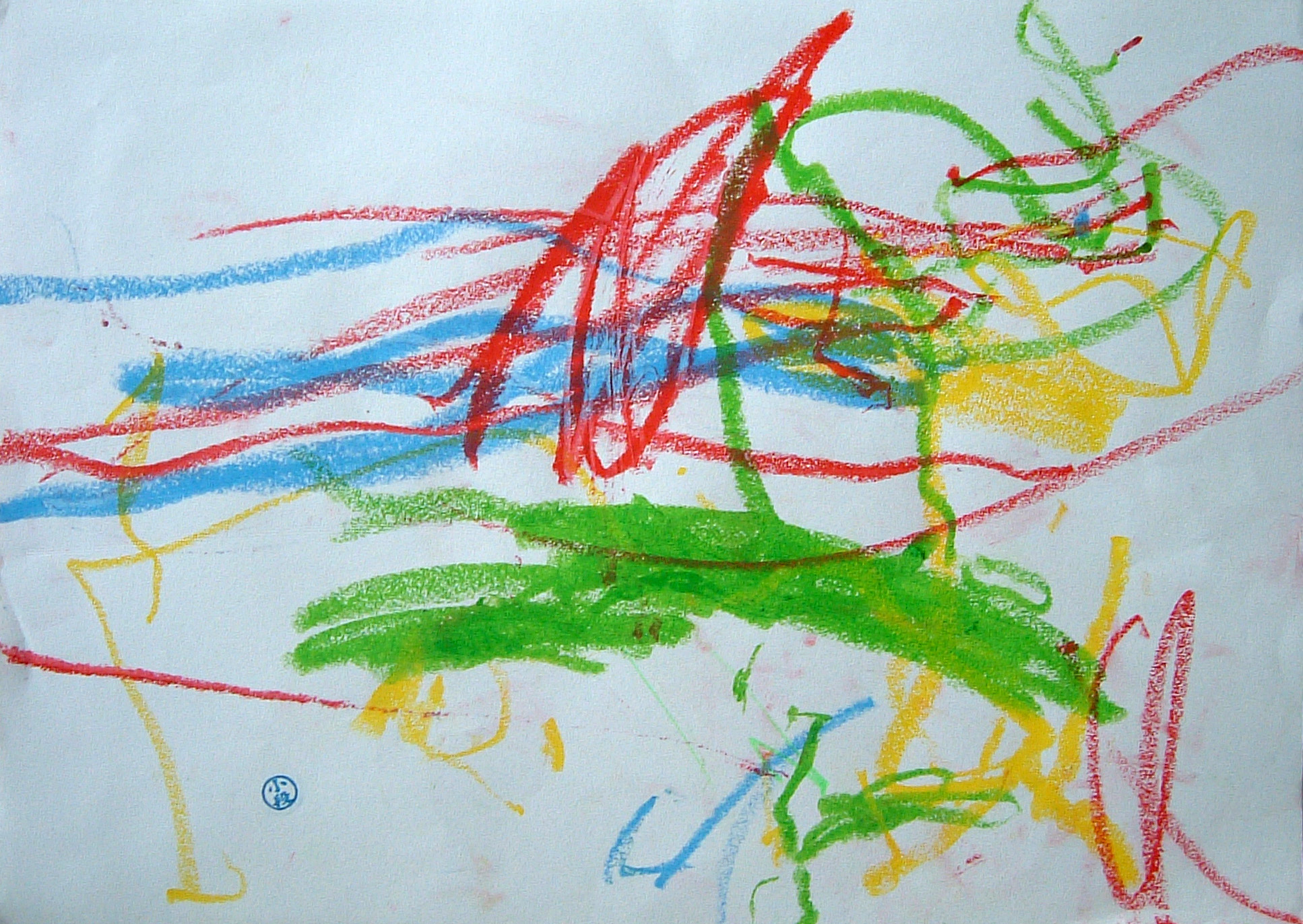
شخبطة لطفل عمره 10 سنوات

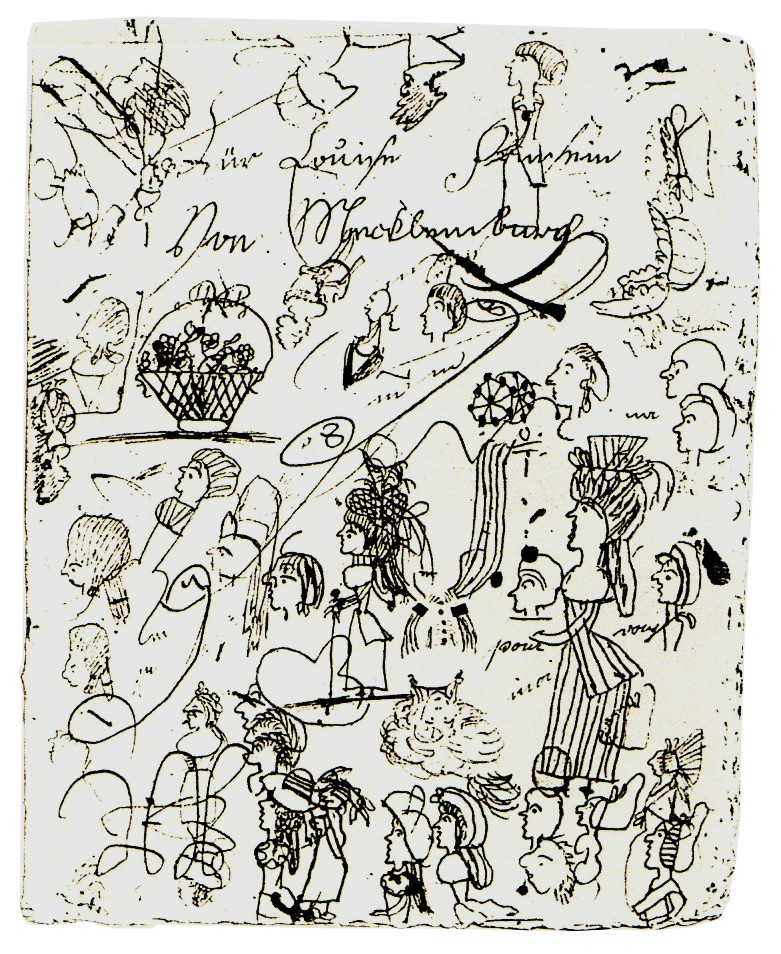
خربشة بقلم (Luise von Mecklenburg-Strelitz)، ملكة بروسيا، حوالي سنة 1795م

الخربَشة أو الشخبَطة هي رسوم وكتابات وخطوط عشوائية وغير دقيقة وأغلبها غير مفهومة وتكون عفوية عادة ولكن علماء النفس يجدون لها تفسيرات ومبررات ويضعونها في فلك التعبير عن خوالج ومكنونات النفس البشرية ومنذ سنة 1920 بدأ الغرب في دراستها خصوصاً عند الأولاد وحتى الخربشة على طاولات المدارس أصبحت تشكل هاجساً لدى الأخصائيين النفسيين.

## الأدوات
تستعمل الأدوات الحادة والأقلام وحتى الألوان السائلة التي ترش وهناك من يضعها في خانة الفن السريالي

## طالع
رسم تقريبي